# Период Муромати

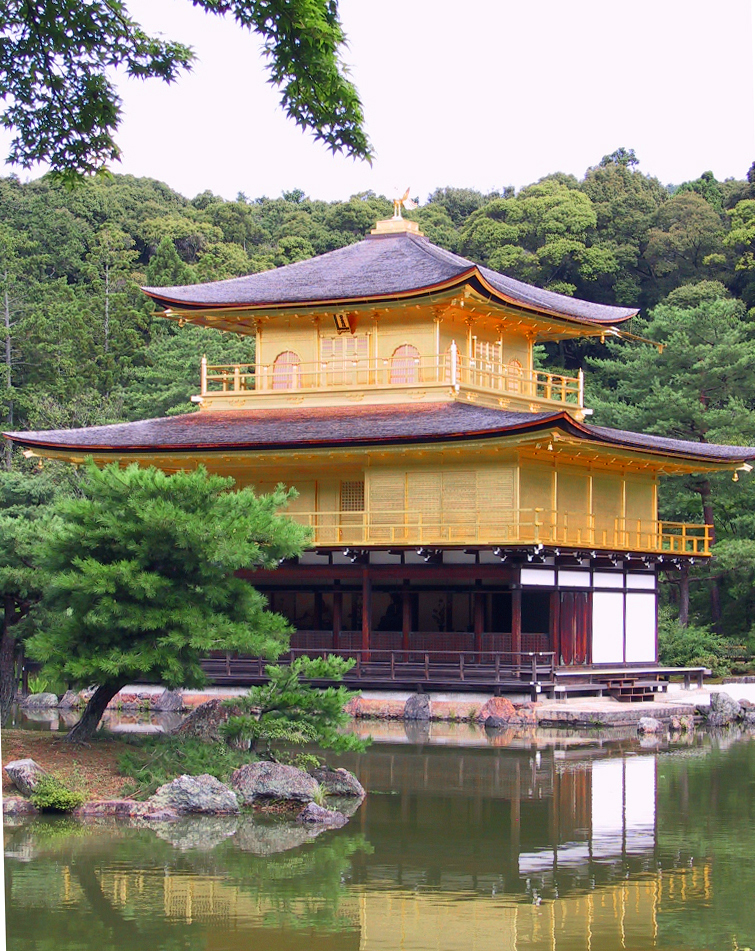
Одна из главных достопримечательностей времен Муромати — «Кинкаку-дзи» (Киото)

Период Муромати, Муромати-дзидай (яп. 室町時代 муромати дзидай, 1336—1573) — период в истории Японии, на протяжении которого ставка сёгуна находилась в Муромати близ Киото.
В 1334 году при поддержке буддийских монастырей и военных во главе с Асикагой Такаудзи император Го-Дайго на короткое время восстанавливает императорское правление. Однако уже в 1336 году Асикага возвёл на престол в Киото другого удобного себе императора, готового даровать ему титул сёгуна. Получив в 1338 году титул сёгуна, Асикага Такаудзи основал военную ставку в районе Муромати близ Киото. В отличие от сёгуната Камакура, в рамках которого преобладало мелкопоместное ленное землевладение, в период Муромати стали преобладать крупные феодальные владения, феодальные княжества, объединявшие несколько провинций, которые не всегда признавали власть Асикаги. В результате активизировались центробежные тенденции и междоусобные конфликты. Сёгун Асикага Ёсимицу (1368—1408) ещё пытался контролировать центральные земли, но потерял своё влияние в остальных провинциях.
В XV—XVI веках сёгуны Асикага практически полностью утратили влияние на события. В XV—XVI веках кланы крупных землевладельцев «дзи-самураев», объединившись, быстро превзошли по силе прежних феодалов и, игнорируя волю сёгунов, распространили своё влияние на целые провинции и по нескольку десятков лет безостановочно вели междоусобную борьбу между собой, что получило название «период воюющих княжеств», Сэнгоку-дзидай в 1467—1568 годах.
В обстановке глубокой феодальной раздробленности, фактического отсутствия центральной власти и экономического кризиса в середине XVI века остро встал вопрос политического объединения страны, в котором в первую очередь были заинтересованы крупные феодалы. Одним из них был Ода Нобунага, которому в 1560—1582 годах удалось одержать ряд побед над многими крупными феодалами и буддийскими монастырями и захватить их земли. В 1568 году Ода захватил столицу. Неудачная попытка назначить сёгуном своего ставленника привела к окончательному свержению сёгуната Асикага (с этого времени и вплоть до 1603 года сёгунатов в Японии не было).
После смерти Ода в 1582 году дальнейшее объединение страны продолжил его соратник военачальник Тоётоми Хидэёси, который постепенно завоевал власть над обширными территориями. Помимо военных захватов Тоётоми Хидэёси осуществил ряд важных социально-экономических преобразований (восстановление и укрепление власти центрального правительства и государственного аппарата, реформы в аграрной сфере, перепись населения, конфискация оружия у крестьян и монахов, выделение класса самураев.
События, происходившие с преобразований 1493 году, стали называть Эпохой воюющих провинций. По другому распространенному мнению, начало этим событиям положила Война годов Онин в 1467 году.
К периоду Муромати относятся следующие примечательные события:
- Поэт Ёсимото Нидзё, советник и премьер-министр, вместе с поэтом Гусаи составляют сборник поэзии «Цукуба-сю» в жанре рэнга.
- Сёгун Асикага Ёсимицу строит «Золотой павильон» Кинкакудзи.
- Война Онин (1467—1477) между преемниками сёгуна Асикага Ёсимаса.
- Португальцы завозят в Японию мушкеты. Начало распространения огнестрельного оружия в Японии.